# Durham
Durham je město v anglickém hrabství Durham, na severovýchodě Anglie. Je známé svou normanskou katedrálou a hradem, zapsanými na seznam světového dědictví UNESCO. Město je sídlem Durhamské univerzity a jejích kolejí. Žije zde přibližně 50 000 obyvatel.

## Název
Název Durham pochází ze staroanglického slova dun (označující pevnost stojící na kopci) a staroseverského slova holme (ostrov). Biskup z Durhamu používá ve své oficiální signatuře latinskou variantu jména města – N. Dunelm. Dle legendy název souvisí s postavou krávy z legendy z anglického folkloru, s tzv. "dun cow" a dojičkou, která v roce 995 údajně dovedla mnichy s ostatky sv. Cuthberta na místo dnešní polohy města. Po této legendě je pojmenována jedna z prvních ulic města Dun Cow Lane, výjev z legendy je také vytesán na stěně Durhamské katedrály.
Historicky město neslo různé názvy: Dun Holm ze severských jazyků, Duresme z normanštiny, či Dunelm z latiny, přičemž moderní podoba Durham se ustálila o několik století později. 

## Geografie
Durham se nachází 21 km na jihozápad od Sunderlandu. Řeka Wear protéká severní částí města a ohraničuje centrum na třech stranách a vytváří tak Durhamský poloostrov. Durham je město postavené na pahorcích. Dominantou města je jeho katedrála, nacházející se v centru na pahorku nad řekou Wear. Prudké svahy na březích řeky jsou zalesněné a dotvářejí tak pitoreskní krásu města. Na západ od centra města protéká další řeka Browney, která na jih od Durhamu vtéká do Wearu.
Hlavní město hrabství Durham je stejnojmenný Durham, se nachází v místním samosprávném distriktu City of Durham, do kterého jsou zahrnuty i oblasti mimo vlastní město. Tento distrikt má 87 656 obyvatel a rozprostírá se na ploše 186,68 čtverečních kilometrů. Vlastní Durham má k roku 2021 50 510 obyvatel.

## Historie

### Raná historie

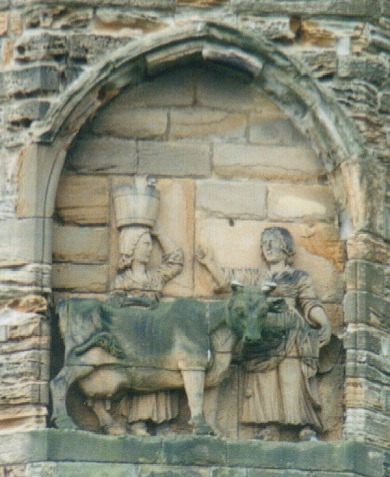
Zobrazení legendy o založení Durhamu.

Archeologické nálezy ukazují na osídlení v oblasti Durhamu přibližně od 2. tisíciletí př. n. l. Historii současného města je možno vysledovat od roku 995, kdy si skupina mnichů z Lindisfarne vybrala kopcovitý poloostrov jako místo stavby kostela, kde pohřbili ostatky svatého Cuthberta. Stavba současné Durhamské katedrály byla zahájena roku 1093 a dodnes obsahuje ostatky svatého Cuthberta a Bedy Ctihodného.

Naproti katedrále napříč Palace Green stojí Durhamský hrad, původně budovaný Normany od roku 1071 poté, co se Vilém I. Dobyvatel vrátil z tažení do Skotska. Některé jeho části pocházejí z pozdějšího období, především pozoruhodná Viktoriánská přístavba Anthonyho Salvina. Obě dvě stavby jsou zařazeny do Světového dědictví UNESCO. Od roku 1837 v hradu sídlila University College, první fakulta Durhamské univerzity. 

### Legenda o založení města
Místní legenda připisuje založení města Durham božskému zásahu v roce 995. Podle kronikáře Symeona z Durhamu se po putování severní Anglií nosítka s ostatky svatého Cuthberta zastavila na návrší Warden Law a navzdory všem snahám věřících se nepohnula. Biskup Aldhun z Chester-le-Street nařídil třídenní půst doprovázený modlitbami. Během něj se mnichovi Eadmerovi zjevil právě svatý Cuthbert a přikázal, aby byly jeho ostatky přeneseny na místo zvané Dun Holm. Po této vizi se nosítka podařilo zvednout, avšak místo Dun Holm zůstávalo věřícím neznámé.
Tento příběh rozvíjí legenda o tzv. Dun Cow, tedy šedě zbarvené krávě, poprvé zaznamenaná v anonymním spisu nazvaném The Rites of Durham z roku 1593. Podle ní narazili mniši na mlékařku hledající svou ztracenou strakatou krávu, kterou naposledy viděla na Dun Holmu. Uvědomili si, že jde o božské znamení, a vydali se za ní. Dorazili na lesnatý "ostrov na kopci" obklopený řekou Wear, kde vztyčili provizorní svatyni pro ostatky. Podle Symeona zde záhy vznikla první stavba ve městě. Biskup Aldhun poté nechal vystavět kamenný kostel, vysvěcený v září roku 998. Tato stavba se však nedochovala a byla nahrazena dnešní normanskou katedrálou.
Tato legenda byla zobrazena viktoriánským reliéfním kamenickým tesařstvím na severní straně katedrály. Moderní interpretaci představuje bronzová socha Durham Cow od Andrewa Burtona z roku 1997, která je umístěna u řeky Wear s výhledem na katedrálu.

### Středověk
Ve středověku byl Durham centrem moci světské i církevní, hlavně pro svou strategickou polohu poblíž hranic se Skotskem. Hrabství Durham bylo velmi nezávislé na ústřední moci, razilo své vlastní mince, vykonávalo spravedlnost a mělo právo udržovat svou vlastní armádu. Durhamští biskupové disponovali rozsáhlými pravomocemi, které omezil až Jindřich VIII, který také roku 1538 nechal zničit skříň s ostatky svatého Kutberta. Speciální pravomoci durhamských biskupů byly zcela zrušeny při správní reformě roku 1832.
Durhamský hrad je jediným normanským hradem, který nikdy nebyl dobyt. Roku 1314 zaplatilo durhamské biskupství Skotům vysokou sumu, aby Durham nepodpálili. Nedaleko města se 17. října 1346 odehrála bitva u Nevillova kříže, v níž Skotové utrpěli drtivou porážku.
Město bylo třikrát postiženo morovými epidemiemi, a to v letech 1544, 1589 a 1598.

### 19. století
Roku 1832 byla založena Durhamská univerzita, jejíž budovy se nacházejí jak na poloostrově tak i na Event Hill na druhé straně řeky. V 19. století se v okolí Durhamu začalo ve větší míře těžit uhlí, prakticky každá obec v okolí měla vlastní důl. První slavnost horníků, tedy Durham Miners' Gala, jejíž součástí je průvod městem, se uskutečnila roku 1871. Zúčastnilo se jí více než 5 000 lidí a stala se tak ve své době největším socialistickým odborovým shromážděním na světě.
Průmyslová revoluce město příliš neovlivnila, město bylo v té době známé výrobou koberců a tkaním. Středověcí tkalci z města sice odešli v 19. století, ale továrna Hugh MacKay Carpets zde nadále vyráběla známé koberce axminster a tufted až do svého uzavření v roce 2005. Dalším důležitým odvětvím byla výroba hořčice.

Metropolitní distrikt, jehož bylo město součástí, byl označován jako Durham and Framwelgate do té doby, než byl spojen s Durham Rural District a Brandon and Byshottles urban district a vytvořil tak distrikt City of Durham.

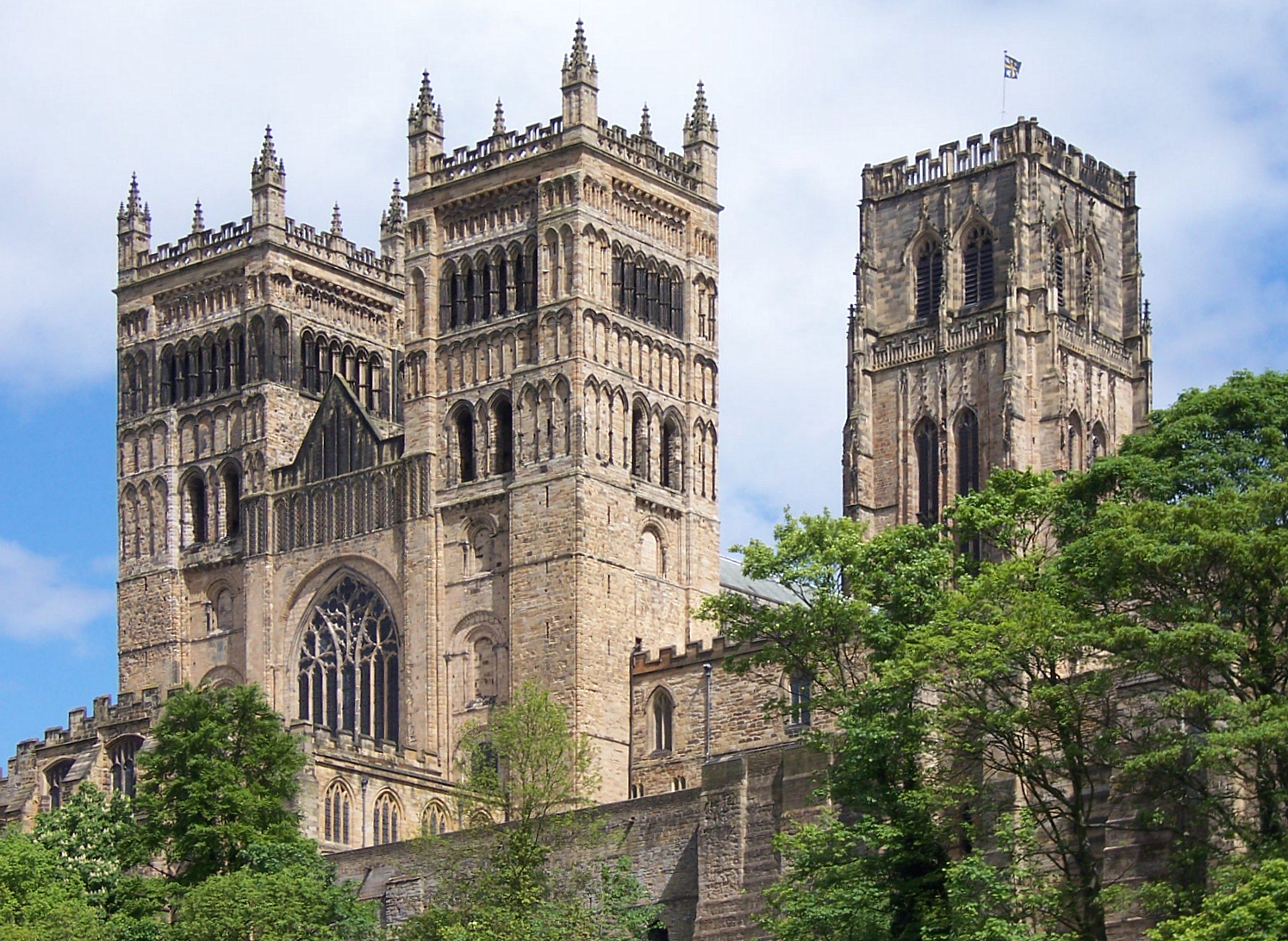
Durhamská katedrála

### 20. století
Na začátku 20. století došlo v oblasti města k vyčerpání uhlí, přičemž poslední důležitá sloj byla vytěžena v roce 1927. Během Velké hospodářské krize následně Durham patřil k těm anglickým městům, která utrpěla obzvlášť těžké následky. Došlo naopak k rozšíření univerzity – byly založeny koleje St John's College a St Cuthbert's Society, čímž byla dokončena řada kolejí v historickém centru. Mezi 50. a 70. lety 20. století univerzita expandovala jižně od centra města, kde vznikly koleje Trevelyan, Van Mildert, Collingwood a Grey. St Aidan's a St Mary's College, dříve sídlící v centru, získaly nové budovy. Roku 1979 se univerzita rozšířila o College of St Hild and St Bede, která vznikla spojením dvou nezávislých kolejí z 19. století.
V 60. a 70. letech byly v části Elvet postaveny budovy pro studentskou unii (Dunelm House) a přednáškové sály s kancelářemi (Elvet Riverside). V části Maiden Castle vedle stejnojmenné keltské pevnosti začala výstavba sportovního areálu. Na Mountjoy se od roku 1924 postupně vybudovaly univerzitní knihovna, administrativní budovy a vědecká pracoviště.
Během druhé světové války nebylo město bombrardováno, ale v noci 30. května 1942 došlo k incidentu známému jako „mlha svatého Kutberta“. Podle legendy měl svatý Cuthbert vytvořit mlhu, která zahalila hrad a katedrálu a ochránila je před útokem Luftwaffe. Přesný průběh události je však mezi svědky sporný.
V roce 1986 byly Durhamský hrad a katedrála zapsány na seznam světového dědictví UNESCO, a to mimo jiné díky tomu, že katedrála představuje největší a nejdokonalejší památku normanské architektury v Anglii a její klenby jsou raným příkladem gotického stylu. Mezi další významná místa v okolí patří hrad Auckland, Muzeum těžby olova v severní Anglii ve vesnici Cowshill a Muzeum Beamish.

## Doprava
Železniční stanice Durham se nachází na trati East Coast Main Line mezi Edinburghem a Londýnem. Železniční trať od jihu vede přes okázalý viktoriánský viadukt vypínající se nad městem. Hlavní silniční tepnou je dálnice A1, která prochází podél východní části města. Letiště Newcastle na severu a Letiště Durham Tees Valley na jihu se nacházejí ve vzdálenosti asi 40 km od Durhamu. Tržiště a centrum města je první (i když malou) oblastí ve Velké Británii, kde je vyžadován poplatek za vjezd z důvodu omezení dopravy, a byla takto ustanovena roku 2002.

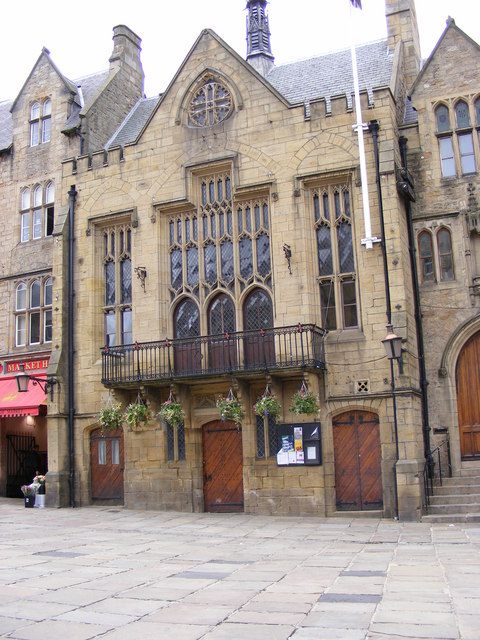
Průčelí městské radnice

## Správa města
Od dubna 2009 drží Durham status města charter trustees, rada je tvořena členy Durham County Council zastupujícími oblast bývalého distriktu. Tito správci jmenují starostu Durhamu. Radnice Durhamu se nachází na západní straně Market Place. Nejstarší část komplexu budov, guildhall, pochází z roku 1665. Samotná radnice byla otevřena v roce 1851 současně s krytým trhem, který se rozkládá pod ní a po jejích stranách.
Poslankyní Durhamu v britském parlamentu je Mary Foyová (Labouristická strana).

V únoru a březnu 2017 se konalo místní referendum o vytvoření farní rady pro určité oblasti města Durham, v němž 66 % hlasujících návrh podpořilo. Rada hrabství Durham schválila plán v září 2017 a City of Durham Parish Council vznikla 1. dubna 2018. První volby do této rady, která je rozdělena do tří volebních obvodů a má 15 členů, se konaly 3. května 2018. Rada je odpovědná za správu hřbitovů, přidělování zahradních pozemků, dětských hřišť a některých pouličních osvětlení. Volby do farní rady probíhají každé čtyři roky, přičemž nadcházející se uskuteční 1. května 2025.

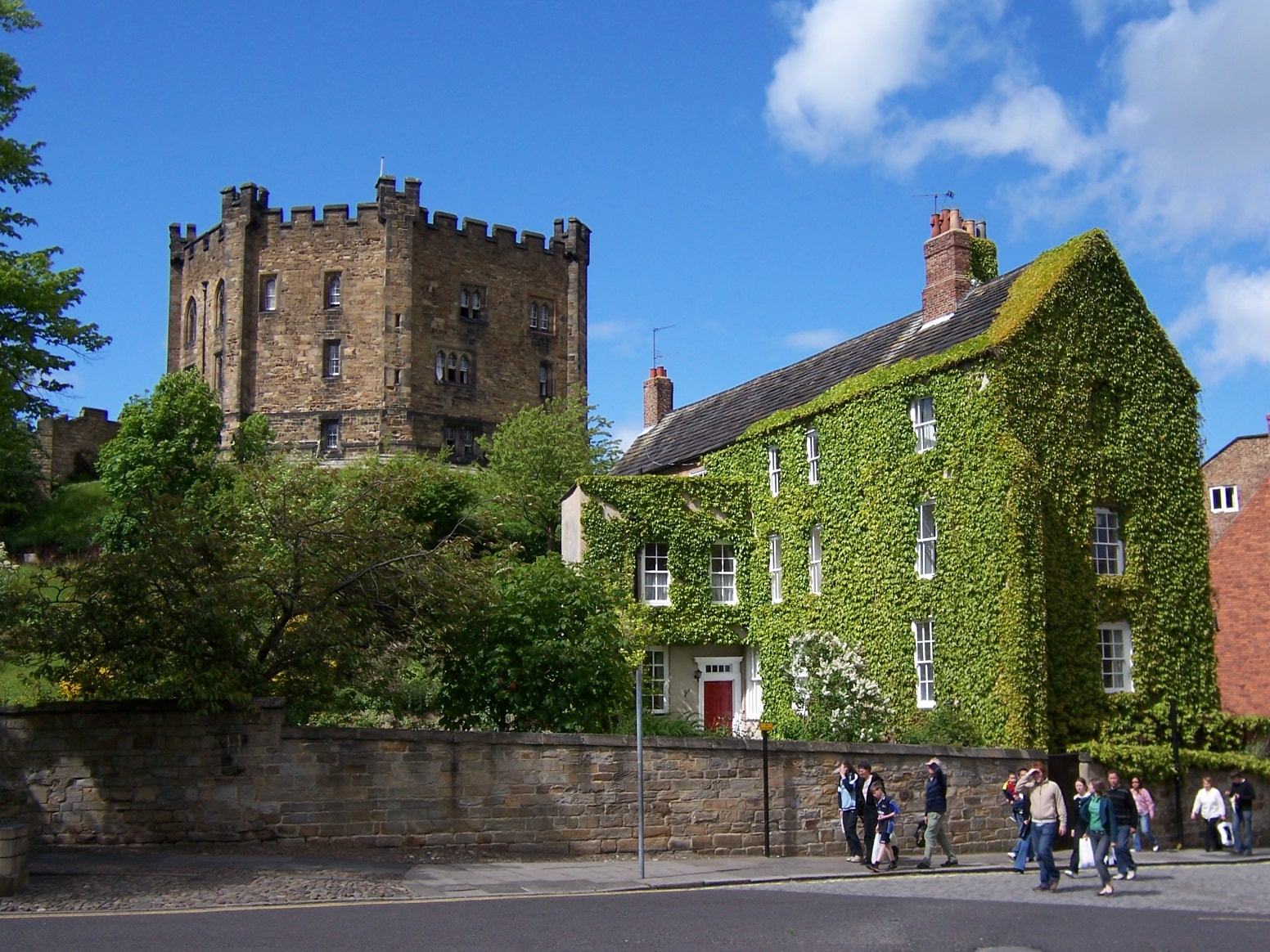
Durhamský hrad

## Turistické atrakce
Centrum města se rozkládá na poloostrově vytvořeném řekou Wear. V centru této oblasti se nachází tržiště, kde jsou stále pořádány pravidelné trhy. Zastřešená tržnice se také nachází na náměstí. Toto náměstí a okolní ulice jsou hlavním obchodním centrem města. Hradní nádvoří, které vede na jih kolem Palace Green, je téměř celé obsazeno univerzitou a katedrálou.
Na poloostrov vedou tři starobylé mosty, které jsou v současnosti vyhrazené pro pěší. Prebends Bridge vede na jižní část nádvoří. Na východ z náměstí vede cesta přes Elvet Bridge a dále do městského obvodu Elvet. Na západ odsud je oblast obecně známá jako Viaduct, pojmenovaná po dominantě této části města.

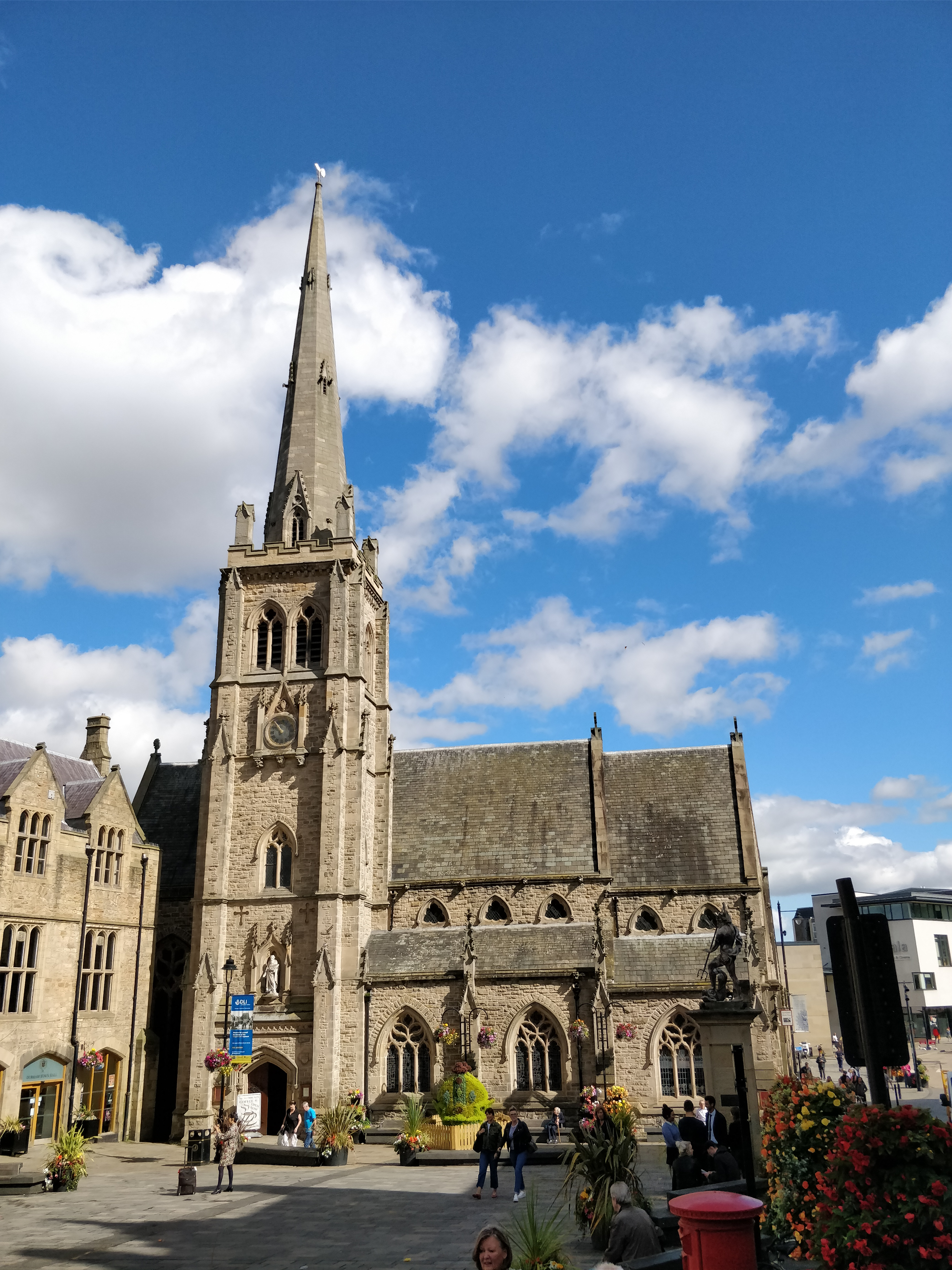
Kostel sv. Mikuláše

Mezi katolické kostely v Durhamu patří kostel sv. Osvalda a kostel sv. Mikuláše. Anglikánskými kostely jsou kostel sv. Markéty Skotské, či sv. Jiljí.

## Osobnosti města
- Elizabeth Barrettová-Browningová (1806 – 1861), básnířka
- Sarah Clark (* 1978), judistka
- Jessica Eddie (* 1984), veslařka
- Max Ferguson (1924 – 2013), kanadský hlasatel
- Julia Willmothe Henshaw (1869 – 1937), botanička, politická aktivistka
- Trevor Horn (* 1949), hudební producent, skladatel a hudebník
- J. E. H. MacDonald (1873 – 1932), anglicko-kanadský malíř
- Jane Porter (1775 – 1850), spisovatelka

## Partnerská města
- Alcalá de Guadaíra, Španělsko
- Banská Bystrica, Slovensko
- Durham, Connecticut, USA
- Durham, New Hampshire, USA
- Durham, Severní Karolína, USA
- Jászberény, Maďarsko
- Nakskov, Dánsko
- Tübingen, Německo
- Department Somme, Francie
- Zemský okres Wesel, Německo

V důsledku ruské invaze na Ukrajinu v roce 2022 zrušila rada města Durham partnerství s ruským městem Kostroma, které trvalo od roku 1968.